# Robert D. Orr

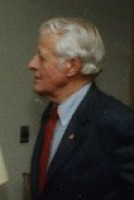
Robert D. Orr

Robert Dunkerson Orr (*  17. November 1917 in Evansville, Indiana; † 10. März 2004 in Indianapolis, Indiana) war ein US-amerikanischer Politiker und von 1981 bis 1989 der 45. Gouverneur des Bundesstaates Indiana.

## Frühe Jahre und politischer Aufstieg
Robert Orr studierte bis 1940 Amerikanische Geschichte an der Yale University. Anschließend besuchte er die Harvard Graduate School of Business. Während des Zweiten Weltkrieges brachte er es in der US Army auf dem pazifischen Kriegsschauplatz bis zum Major. Orr war Mitglied der Republikanischen Partei und begann im Vanderburgh County seine politische Laufbahn. Dort stieg er zum lokalen Parteivorsitzenden auf. Zwischen 1969 und 1973 war er Mitglied des Senats von Indiana und von 1973 bis 1981 war er als Vizegouverneur der Stellvertreter von Gouverneur Otis R. Bowen. In seiner Zeit als Vizegouverneur war er gleichzeitig Handels- und Landwirtschaftsminister von Indiana. Im Jahr 1980 wurde er mit 57,7 Prozent der Stimmen gegen den Demokraten John A. Hillenbrand zum neuen Gouverneur seines Staates gewählt.

## Gouverneur von Indiana
Robert Orr trat sein neues Amt am 13. Januar 1981 an. Nach einer Wiederwahl im Jahr 1984 konnte er bis zum 9. Januar 1989 als Gouverneur amtieren. Schwerpunkte seiner achtjährigen Amtszeit waren die Schulpolitik und die Förderung der wirtschaftlichen Entwicklung seines Staates. Auf dem Gebiet des Schulwesens wurde unter anderem die Klassenstärke besonders der unteren Schulklassen verringert. Begabte Schüler wurden gefördert und der Beruf des Lehrers wurde durch bessere Bezahlung attraktiver gemacht. Wirtschaftlich erlebte Indiana in der Amtszeit Orrs die stärkste Erholungsphase seit 40 Jahren. Orr war auch Mitglied zahlreicher Gouverneursvereinigungen.
Nach dem Ende seiner Amtszeit war Orr Mitglied verschiedener Bundesvereinigungen. Unter anderem war er Präsident des Rats der Regierungen der US-Bundesstaaten (Council of State Governments). US-Präsident George Bush ernannte ihn als Nachfolger von Daryl Arnold zum Botschafter der Vereinigten Staaten in Singapur. Dieses Amt behielt er bis 1992. Danach gründete er eine eigene Beraterfirma, die sich auf den Handel und Exportgeschäfte spezialisierte. Robert Orr starb im März 2004 in einem Krankenhaus in Indianapolis an den Folgen einer Nierenoperation. Er war zweimal verheiratet und hatte insgesamt drei Kinder.